# HD 167714
HD 167714，又名CP-80 849，SAO 258796、HR 6837，是一颗恒星，视星等为5.95，位于銀經313.74，銀緯-25.77，其B1900.0坐标为赤經18h 11m 18s，赤緯-80° -25.77′ 49″。